# 岐阜県の花街道
岐阜県の花街道（ぎふけんのはなかいどう）は、岐阜県下にある花街道
の一覧である。

## 概要
岐阜県内の主要な一般国道･主要地方道･一般県道等には花に因んだ道路愛称が付けられ、道路脇に花街道を示す標識が設置されている
。街道沿線にはサクラ･ナツツバキ等の四季折々の植物が植わっており、花の賑わいを楽しむことができる。なお、この一覧には花ではない道路愛称が含まれているが、扱いは花街道と同様。平成元年から整備推進をスタートした岐阜県道路維持課の特筆すべき全県花街道事業で、現在もなお建設が進められており、今後とも「花の都ぎふ」運動の一環として岐阜県の花街道は整備が推進される。

## 一覧
便宜上、岐阜県の地域を下記の5地区に区分した。地区をまたがる場合はいずれか1つの地区のみに記載した。

### 岐阜地区
岐阜市･各務原市･羽島市･羽島郡笠松町･羽島郡岐南町･山県市･瑞穂市･本巣郡北方町･本巣市がこの地区に含まれる。
| 花街道の名称       | 沿線の植物     | 該当する道路名                                    | 通過する市町村                             |
| ------------------ | -------------- | ------------------------------------------------- | ------------------------------------------ |
| 夢花街道21         |                | 国道21号                                          | 大垣市 瑞穂市 岐阜市 羽島郡岐南町 各務原市 |
| 清流街道156        |                | 国道156号                                         | 岐阜市                                     |
| 長良川百日紅街道   | サルスベリ     | 岐阜県道59号北野乙狩線 岐阜県道94号岐阜美濃線     | 岐阜市 山県市 美濃市                       |
| 淡墨街道           | エドヒガン     | 国道157号                                         | 本巣市                                     |
| 水郷ハナミズキ街道 | ハナミズキ     | 岐阜県道1号岐阜南濃線 岐阜県道218号木曽三川公園線 | 羽島市 海津市                              |
| 川島ハナミズキ街道 | ハナミズキ     | 岐阜県道180号松原芋島線                           | 各務原市 羽島郡岐南町 羽島郡笠松町         |
| やまぼうし街道     | ヤマボウシ     | 国道418号                                         | 関市 山県市 本巣市                         |
| サラサドウダン街道 | サラサドウダン | 国道256号 国道418号                               | 岐阜市 山県市                              |
| 清流サルスベリ街道 | サルスベリ     | 岐阜県道23号北方多度線                            | 大垣市 海津市                              |

### 西濃地区
大垣市･安八郡神戸町･安八郡安八町･安八郡輪之内町･不破郡垂井町･不破郡関ケ原町･養老郡養老町･揖斐郡池田町･揖斐郡揖斐川町･揖斐郡大野町･海津市がこの地区に含まれる。
| 花街道の名称         | 沿線の植物   | 該当する道路名                                                                         | 通過する市町村                                  |
| -------------------- | ------------ | -------------------------------------------------------------------------------------- | ----------------------------------------------- |
| 美濃越前桜街道       | サクラ       | 国道417号                                                                              | 揖斐郡揖斐川町                                  |
| 西美濃ナツツバキ街道 | ナツツバキ   | 国道303号                                                                              | 本巣市 揖斐郡揖斐川町                           |
| 伊吹ばら街道         | バラ         | 岐阜県道53号岐阜関ヶ原線                                                               | 岐阜市 揖斐郡池田町 不破郡垂井町 不破郡関ケ原町 |
| 西濃こでまり街道     | コデマリ     | 国道417号                                                                              | 大垣市 揖斐郡揖斐川町 揖斐郡池田町              |
| 天命ハクモクレン街道 | ハクモクレン | 岐阜県道96号大垣養老公園線                                                             | 大垣市 養老郡養老町                             |
| 牧田川やまざくら街道 | ヤマザクラ   | 国道365号 岐阜県道227号牧田室原線                                                      | 大垣市上石津町                                  |
| 薩摩カイコウズ街道   | カイコウズ   | 国道365号 岐阜県道56号南濃関ヶ原線 岐阜県道117号津島海津線 岐阜県道218号木曽三川公園線 | 海津市 養老郡養老町 不破郡関ケ原町              |
| 揖斐川ふれあい街道   | ソメイヨシノ | 岐阜県道40号山東本巣線 岐阜県道241号大垣池田線                                         | 大垣市 揖斐郡池田町 揖斐郡揖斐川町              |
| 巡礼花街道           | ソメイヨシノ | 岐阜県道251号揖斐川谷汲山線                                                            | 揖斐郡揖斐川町                                  |

### 中濃地区
関市･美濃市･郡上市･美濃加茂市･可児市･可児郡御嵩町･加茂郡七宗町･加茂郡白川町･加茂郡東白川村･加茂郡坂祝町･加茂郡富加町･加茂郡川辺町･加茂郡八百津町がこの地区に含まれる。
| 花街道の名称       | 沿線の植物   | 該当する道路名                   | 通過する市町村 |
| ------------------ | ------------ | -------------------------------- | -------------- |
| 越美さくら街道     | ソメイヨシノ | 国道158号                        | 郡上市         |
| 郡上南天街道       | ナンテン     | 国道256号                        | 関市 郡上市    |
| 平成こぶし街道     | コブシ       | 岐阜県道58号関金山線             | 関市 下呂市    |
| 和紙の里街道       |              | 国道418号                        | 美濃市 関市    |
| 寺尾千本桜街道     | ソメイヨシノ | 岐阜県道59号北野乙狩線           | 関市           |
| あじさい街道       | アジサイ     | 国道256号 岐阜県道52号白鳥板取線 | 岐阜市 関市    |
| せせらぎ街道       | モミジ       | 国道472号                        | 郡上市 高山市  |
| 奥美濃木もれび街道 |              | 国道257号                        | 郡上市         |
| 濃飛もみじ街道     | モミジ       | 国道256号                        | 郡上市         |

### 東濃地区
多治見市･土岐市･瑞浪市･恵那市･中津川市がこの地区に含まれる。
| 花街道の名称             | 沿線の植物   | 該当する道路名                              | 通過する市町村                     |
| ------------------------ | ------------ | ------------------------------------------- | ---------------------------------- |
| 東美濃さわやか街道       |              | 国道257号                                   | 恵那市                             |
| 恵南ハクウンボク街道     | ハクウンボク | 国道418号                                   | 恵那市                             |
| 遠ヶ根サルスベリ街道     | サルスベリ   | 岐阜県道72号恵那蛭川東白川線                | 恵那市                             |
| 奥矢作さくら街道         | サクラ       | 岐阜県道20号瑞浪大野瀬線                    | 恵那市                             |
| 恵那峡さくら街道         | サクラ       | 岐阜県道72号恵那蛭川東白川線                | 恵那市                             |
| 中山道かえで街道         | カエデ       | 岐阜県道84号土岐可児線                      | 可児市 瑞浪市                      |
| とき窯元街道             |              | 岐阜県道19号土岐足助線                      | 土岐市                             |
| 愛岐千本桜街道           | サクラ       | 岐阜県道15号名古屋多治見線                  | 多治見市                           |
| 安土桃山街道             |              | 岐阜県道83号多治見白川線                    | 可児市 土岐市                      |
| 大原ムクゲ街道           | ムクゲ       | 岐阜県道16号多治見犬山線                    | 多治見市                           |
| 人道のサクラ街道         | サクラ       | 岐阜県道83号多治見白川線                    | 可児市                             |
| 志野もみじ街道           | モミジ       | 国道248号                                   | 関市 美濃加茂市 多治見市           |
| 白川トチノキ街道         | トチノキ     | 国道256号                                   | 加茂郡白川町                       |
| 東濃なんじゃもんじゃ街道 |              | 岐阜県道33号瑞浪上矢作線                    | 土岐市 瑞浪市 多治見市 恵那市      |
| 裏木曽街道               |              | 国道256号 国道257号                         | 中津川市 下呂市                    |
| 木曽川ハクウンボク街道   | ハクウンボク | 国道418号                                   | 加茂郡川辺町 加茂郡八百津町 恵那市 |
| 飛騨木曽川ユリノキ街道   | ユリノキ     | 岐阜県道58号関金山線 岐阜県道64号可児金山線 | 下呂市                             |
| 花フェスタ記念街道       |              | 岐阜県道83号多治見白川線                    | 可児市                             |
| 恵那白川かえで街道       | カエデ       | 国道363号                                   | 恵那市 加茂郡白川町                |
| 中馬ハナノキ街道         | ハナノキ     | 国道363号                                   | 土岐市 恵那市                      |
| 川谷渓谷街道             | カエデ       | 岐阜県道69号土岐市停車場細野線              | 土岐市                             |
| ハナノキ街道             | ハナノキ     | 岐阜県道66号多治見恵那線                    | 中津川市 恵那市                    |

### 飛騨地区
高山市･下呂市･飛騨市･大野郡白川村がこの地区に含まれる。
| 花街道の名称                | 沿線の植物   | 該当する道路名                                     | 通過する市町村      |
| --------------------------- | ------------ | -------------------------------------------------- | ------------------- |
| 円空カツラ街道              | カツラ       | 国道471号                                          | 飛騨市              |
| 天生カツラ街道              | カツラ       | 国道360号                                          | 大野郡白川村        |
| コスモス街道                | コスモス     | 国道158号                                          | 高山市              |
| 奥飛騨湯ノ花街道            |              | 国道471号                                          | 飛騨市 高山市       |
| 安房シラカバ街道            | シラカバ     | 国道158号                                          | 高山市              |
| 飛騨やまびこ街道            |              | 国道158号                                          | 高山市              |
| さくら街道                  | ソメイヨシノ | 国道156号                                          | 高山市              |
| 飛騨御岳しらかば街道        | シラカバ     | 岐阜県道39号奈川野麦高根線                         | 飛騨市              |
| 野麦カエデ街道              | カエデ       | 岐阜県道39号奈川野麦高根線                         | 高山市              |
| 飛騨御岳はなもも街道        | ハナモモ     | 鈴蘭スカイライン                                   | 下呂市              |
| 飛騨もも街道                | モモ         | 岐阜県道87号久々野朝日線                           | 飛騨市 高山市       |
| 飛騨位山・匠の道 サクラ街道 | サクラ       | 岐阜県道98号宮萩原線                               | 高山市 下呂市       |
| 飛美里山ふるさと街道        |              | 岐阜県道62号下呂白川線                             | 下呂市 加茂郡白川町 |
| 南飛騨やすらぎ街道          |              | 岐阜県道88号下呂小坂線                             | 下呂市              |
| 飛騨御岳しだれ桜街道        | シダレザクラ | 岐阜県道435号御岳山朝日線                          | 高山市 下呂市       |
| 飛騨ぶり街道                |              | 国道361号                                          | 高山市              |
| 木もれ日かえで街道          | カエデ       | 国道257号                                          | 高山市 下呂市       |
| 飛越高原天の夕顔の道        | ユウガオ     | 岐阜県道484号打保神岡停車場線 大規模林道高山大山線 | 飛騨市              |
| 星空街道                    |              | 国道418号                                          | 高山市              |
| 飛騨やまびこ街道            |              | 国道158号                                          | 高山市              |
| 飛騨夢街道41                |              | 国道41号                                           | 下呂市 飛騨市       |
| 瑞山街道                    |              | 岐阜県道86号金山明宝線                             | 下呂市              |